# First Sensor
Die First Sensor AG ist ein deutscher Sensorhersteller aus Berlin. 
Das Unternehmen wurde 1991 in Berlin-Oberschöneweide als Silicon Sensor GmbH gegründet und beschäftigte mehrere ehemalige Mitarbeiter des VEB Werk für Fernsehelektronik, die die Gründung zusammen maßgeblich vorangetrieben hatten. Eine Ausweitung des Vertriebs auf die Vereinigten Staaten und das Vereinigte Königreich gelang bereits 1992 und 1995 wurde eine eigene Fertigungsstrecke für 4-Zoll-Wafer in Betrieb genommen. Nach einer Umfirmierung in Silicon Sensor International AG gelang 1999 der Börsengang des Unternehmens. In den Folgejahren wurden mehrere Unternehmen aus dem Bereich der Sensorik übernommen und die Firma im Jahr 2011 in First Sensor AG geändert. An Produktionsstandorten in Deutschland, den Niederlanden, den USA und Kanada werden heute Sensoren für die Anwendung in der Industrie, der Medizintechnik und dem Transportsektor hergestellt. Zu den angebotenen technischen Fühlern zählen sowohl Durchfluss-, Druck- und Strahlungssensoren, als auch Kameras, die unter anderem für den Betrieb von Fahrassistenzsystemen im Automobilbau genutzt werden können.
Am 3. Juni 2019 legte der Elektrotechnikkonzern TE Connectivity ein Übernahmeangebot für die First Sensor AG vor, das einen Wert von rund 307 Millionen Euro besitzt. Im September 2019 stand die Übernahme fest.